# No More Hollywood Endings
No More Hollywood Endings je páté studiové album finské heavy metal hudební skupiny Battle Beast. Vydáno bylo 22. března 2019 prostřednictvím společnosti Nuclear Blast. Desku skupina nahrála ve studiu JKB Studio v Helsinkách a jejím producentem byl její klávesista Janne Björkroth. Autorem přebalu alba je Jan Yrlund.

## Seznam skladeb
1. Unbroken – 4.08
2. No More Hollywood Endings – 3.54
3. Eden – 4.00
4. Unfairy Tales – 3.33
5. Endless – 3.37
6. The Hero – 4.13
7. Piece of Me – 3.39
8. I Wish – 4.26
9. Raise Your Fists – 6.10
10. The Golden Horde – 3.58
11. World on Fire – 4.03
12. Bent and Broken – 3.50
13. My Last Dream – 3.50

## Obsazení
- Noora Louhimo – zpěv
- Joona Björkroth – kytara
- Juuso Soinio – kytara
- Eero Sipilä – basová kytara, zpěv
- Janne Björkroth – klávesy
- Pyry Vikki – bicí

Technická podpora
- Jan Yrlund – přebal alba